# Amphitheriidae
Amphitheriidae es una familia de mamíferos mesozoicos. Se conocen solo dos géneros, Amphitherium y Palaeoxonodon.